# GSC4017-432
GSC4017-432 — хімічно пекулярна зоря спектрального класу A0, що має видиму зоряну величину в смузі V приблизно 9,7.